# 6472 Rosema
6472 Rosema (1985 TL) là một tiểu hành tinh vành đai chính được phát hiện ngày 15 tháng 10 năm 1985 bởi E. Bowell ở Anderson Mesa.